# Vol de chevaux
 (janvier 2015).

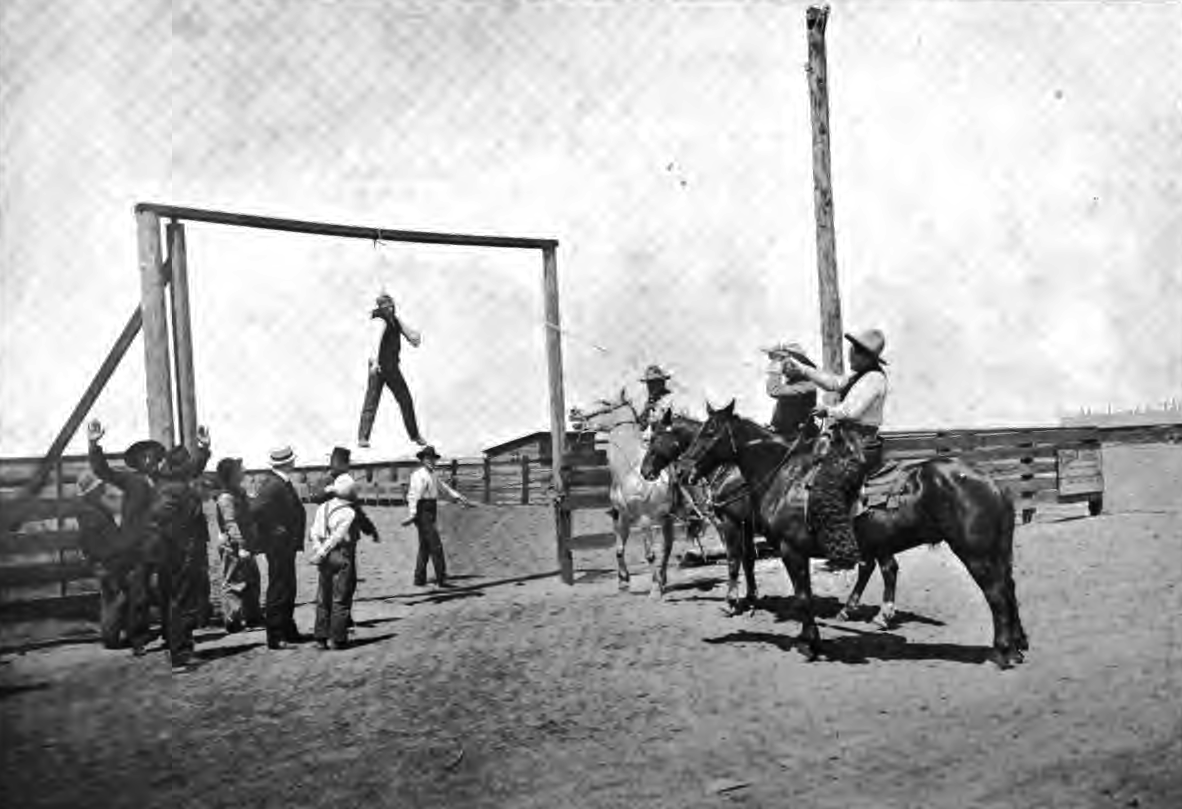
Mise en scène de la pendaison d'un voleur de chevaux en Oregon, vers 1900.

Le vol de chevaux est l'acte de dérober un ou plusieurs chevaux. Une personne coupable d'un vol de chevaux est nommée « voleur de chevaux ». Ce type de vol était très répandu dans le monde avant la prolifération des automobiles. Les punitions étaient souvent sévères pour le vol de chevaux, plusieurs cultures prononçant la peine de mort à l'encontre du voleur réel ou présumé. Des sociétés ont été formées aux États-Unis pour empêcher le vol de chevaux et appréhender les voleurs. Cependant, le vol de chevaux continue à se produire à travers le monde, que les chevaux soient volés pour leur viande, pour en obtenir une rançon, ou dans les cas de litiges entre leurs propriétaires et d'autres personnes.

## Motifs du vol
Les chevaux peuvent être volés pour leur viande, ce qui fut le motif d'une série de vols de chevaux de trait de race comtoise et ardennaise dans leur pâture, perpétrés dans l'Est de la France en 2013 en vue d'un envoi dans des abattoirs d'Europe de l'Est.
Un autre motif, concernant les chevaux de valeur, est celui de la demande de rançon. Le célèbre Shergar a été volé, et une rançon de 2 millions de livres a été exigée le 8 février 1983, revendiquée par l'IRA ; le cheval n'a jamais été retrouvé.
Enfin, la simple perspective d'un bénéfice à la re-vente (recel) peut motiver ces vols, comme ce fut le cas pour des poneys miniatures dérobés lors d'un salon en Italie en 2013.

## Vols de chevaux par pays

### Au Canada
Le vol de bestiaux est interdit en vertu de l'article 338 (2) du Code criminel et l'emprisonnement maximal est de dix ans. Cette disposition vise les animaux agricoles en général et non seulement les chevaux.

### Aux États-Unis
L'importance du cheval pour les cow-boys du XIXe siècle est primordiale, à la fois pour le travail et pour leurs déplacements. Aussi, le vol de chevaux est l'une des plus grandes peurs de leurs cavaliers dans l'Ouest américain.
Aux États-Unis, de nombreux comités de vigilance se créent alors pour capturer et pendre les voleurs de chevaux. Leurs dirigeants sont généralement les hommes les plus riches de la localité.

### En Russie
Sous l'Empire russe, au XIXe siècle, le vol de bétail (dont chevaux) représente environ 16 % des vols constatés sur les propriétés de paysans ; il n'existe cependant pas de statistiques précises pour comptabiliser les chevaux. Le vol de chevaux est le type de vol le plus sévèrement puni sous l'empire russe, en raison de l'importance de cet animal dans la vie quotidienne. 
La flagellation est la punition habituelle des voleurs de chevaux, associée au rasage de la tête et de la barbe, et à des amendes pouvant atteindre trois fois la valeur du cheval s'il a été vendu.

### En Mongolie
Le vol de chevaux continue d'être très fréquent en Mongolie, en raison de la valeur accordée aux chevaux, perceptible lors du Naadam. Les animaux étant souvent marqués au fer, les voleurs de chevaux revendent généralement les animaux à une grande distance du lieu du vol.

## Protection
Il existe diverses manières de se prémunir du vol de chevaux.
L'une d'elles est de privilégier une clôture qui ne puisse pas être coupée avec une pince, et d'y ajouter des haies.